# Kunza
El kunza (de ckunsa, "nuestro"), también llamado atacameño, es un idioma que era hablado por el pueblo atacameño hasta el siglo XIX en el Altiplano de Chile, Argentina y de Bolivia.
Por los datos disponibles, se cree que era una lengua polisintética. Sin embargo, no se dispone de información suficiente para establecer con qué lenguas estaba relacionado.

## Rescate de la lengua
Esta lengua se conservó hasta el siglo XX en las comunidades de Peine, Toconao y Socaire de la comuna de San Pedro de Atacama y Caspana en la comuna de Calama, por sobrevivientes de la etnia Lickan Antay. Se menciona como última hablante nativa a la abuela del educador Tomás de Aquiro Vilca, de Tulor, quien pasó su infancia con ella y el abuelo, también era kunza.  Los miembros de al menos 29 comunidades Lican Antai de Chile se esfuerzan actualmente por recuperar, revitalizar y transmitir la lengua a las futuras generaciones y han creado el Consejo Lingüístico Kunza, fundado el 14 de diciembre de 2010 y que cuenta con la participación de las comunidades de Quetena (Bolivia) y Olaroz, Rosario de Susques y Susques (Argentina).
En el siglo XIX, algunos viajeros y estudiosos habían recopilado y publicaron vocabularios Kunza, como Rudolph Amandus Philipp, Juan Diego von Tschudi, Thomas H. Moore, y André Bresson. En Chile, en 1890, Francisco San Román, basado en información de Benito Maglio, publicó  La Lengua de los naturales de Atacama y Aníbal Echeverría las Noticias sobre la Lengua Atacameña. En 1896, Emilio Vaisse, Felix Hoyos y Aníbal Echeverría publicaron un glosario. Existen grabaciones que hicieron investigadores locales y extranjeros. Estos trabajos son un recurso para la recuperación del Kunza.
La lengua se conserva en los topónimos y en cantos ceremoniales relacionados con la limpieza de los canales de regadío, de los que ya no se recuerda el significado. Los topónimos de origen kunza se encuentran principalmente en el norte de Chile (Región de Antofagasta), pero también en el norte de Argentina (Salta y Jujuy) y el suroeste de Bolivia. Los cantos se recitan de memoria, sin conocer su significado. Sin embargo, existen personas de edad avanzada que pueden recordar el significado de muchas palabras y se ha elaborado un diccionario con la intención de recuperarlo. Julio Vilte, nativo de Toconao logró recopilar un vocabulario y publicar un diccionario en 2004.
En el año 2019, como resultado de la labor del Consejo Lingüístico Kunza, coordinado por el consejero Wilson Reyes, se realizó el lanzamiento de la aplicación del diccionario Ckunza, en él se incorpora el idioma inglés con el fin de que los visitantes extranjeros también puedan conocer este idioma y cultura. La aplicación se puede bajar en equipos móviles con sistema operativo IOS y Android. Este diccionario incorpora más de 1200 palabras que buscan ser promovidas entre los estudiantes, turistas, la comunidad local y regional.

## Fonología
El kunza está muy bien documentado desde el punto de vista léxico pero la realización fonética de las transcripciones no es del todo segura, debido a los sistemas de transcripción empleados. Por eso el sistema fonológico que se admite para el kunza es tentativo. Aun así se conoce que las oclusivas y africadas sordas distinguían entre simples y glotalizadas (este último rasgo se registra en algunas transcripiciones doblando la consonante, aún en posición inicial). El inventario básico se supone muy cercano al siguiente:
|                   | Labial | Alveolar | Palatal | Velar  | Uvular | Glotal |
| ----------------- | ------ | -------- | ------- | ------ | ------ | ------ |
| Nasal             | m      | n        |         |        |        |        |
| Obs. sorda simple | p      | t, (c)   | (č)     | k      | (q)    |        |
| Obs. glotalizada  | p'     | t'       | č'      | k'     | (q')   | ʔ      |
| Fricativa         | (β)    | s, (ɬ)   |         | (x, ɣ) | (χ)    |        |
| Aproximante       |        | r, l     | y       | w      |        | (h)    |

Fonéticamente, los fonemas /č/ (= AFI ʧ) y /c/ (= AFI ʦ) se realizan como africadas. Los fonemas entre paréntesis no son seguros y su existencia es inferida.
En cuanto a las vocales existen cinco timbres /a, e, i, o, u/ y las grafías con vocales dobladas sugieren la existencia de contraste de cantidad. Muy pocas palabras empiezan por vocal, siendo casi todas palabras gramaticales no-léxicas, y siendo las únicas vocales posibles en posición inicial /a, i/.

## Gramática
De acuerdo a los trabajos de Vaïsse, Peyró, Schuhmacher y Adelaar, se puede proponer el siguiente esquema:

### Pronombres personales
|           | Singular | Plural |
| --------- | -------- | ------ |
| 1 persona | aq'      | kun    |
| 2 persona | č'em     | čim    |
| 3 persona | a, i     | ikot   |

Nótese que ikot corresponde al relativo i con la marca de plural -kot. Agregando el sufijo de caso absolutivo, las formas quedarían: aq'a, kuna, č'ema, čime, ia, ikota.

### Pronombres posesivos
|           | Singular | Plural |
| --------- | -------- | ------ |
| 1 persona | aq'sa    | kunsa  |
| 2 persona | č'emsa   | čimsa  |
| 3 persona | isa      | ikotsa |

Nótese que la marca de posesión corresponde al sufijo -sa, que se agrega directamente a las raíces de los pronombres personales. San Román propone otra forma de marcar las posesiones, por medio de prefijos que se añaden al objeto poseído. Las composiciones fonéticas son sólo hipotéticas:
|           | Singular | Plural |
| --------- | -------- | ------ |
| 1 persona | q'       | kun    |
| 2 persona | s'       | čim    |
| 3 persona | ai       | q'     |

De acuerdo a este sistema, las marcas posesivas quedan como se ejemplifica en la siguiente tabla, usando las palabras tik'an "padre" y lokma "perro" como ejemplo. Nótese que la marca final -ia corresponde a la cópula.
|           | Singular                         | Plural                            |
| --------- | -------------------------------- | --------------------------------- |
| 1 persona | (aq'sa) q' tik'ania, q' lokmaia  | (kunsa) kun tik'ania, kun lokmaia |
| 2 persona | (č'emsa) s' tik'ania, s' lokmaia | (čimsa) čim tik'ania, čim lokmaia |
| 3 persona | (isa) ai tik'ania, ai lokmaia    | (ikotsa) q' tik'ania, q' lokmaia  |

San Román también propone un sistema de conjugación, ejemplificado con el verbo yokontur (hablar) en la tabla siguiente:
|           | Singular          | Plural             |
| --------- | ----------------- | ------------------ |
| 1 persona | (aq'a) q' yokona  | (kuna) kun yokona  |
| 2 persona | (č'ema) se yokona | (čime) čim yokona  |
| 3 persona | (ia) yokona       | (ikota) et' yokona |

## Numerales
El sistema de numeración era de base decimal. Se listan formas que se pueden deducir a partir del trabajo de Peyró. Las formas registradas por San Román (SR) y Vaïsse (V) aparecen entre <>:
1: /sema/ <semma>
2: /p'oya/ <ppoya>
3: /p'alama/ <ppálama>
4: /č'alpa/ <chchalpa (SR)>
5: /mucisma/ <mutsisma (SR) , mútusma (V)>
6: /mič'ala/ <mítchala>
7: /č'oya/ <chchoya (SR), tchoya (V)>
8: /č'olama/ <chchólama (SR), tchólama (V)>
9: /tekara/ <técara>
10: /suč'i/ <sutchi>
100: /ʔaːras/ <aras sema, haaras (V)>
1.000: /ʔaːras suč'i/ <aras sutchi>
Es posible que todos los números correspondan a raíces mono o bisilábicas, observando ciertos sufijos que se repiten en algunos números: el sufijo -ma en 1, 3, 5 y 8, y el sufijo -ya en 2, 7. Nótense las siguientes relaciones: los números 7 y 8 poseen la misma raíz, č'o-. El número 7 lleva la terminación -ya, igual que el número 2 (5+2=7); el número 8 lleva la terminación -lama, igual que el 3 (5+3=8).

## Oración del Padre Nuestro
Von Tschudi recogió en 1867 dos versiones de la oración del Padre Nuestro en kunza.
Versión 1
tican cunsa hirico is astansi i cotas cielos.

santi hijia chea vaclo.

cum cachia chema reino lepalo.

as voluntas acquis en la oiri penii cachi li cielo.

hi tancta cumsa he capin vasina canalo aun capin.

i cum perdonácalo cun manuya acquis pen cuna perdonama cun deudorctpas.

i cum deja chacalo cum colac cutia y tentacioniyas.

hichucul cumas librácolo hiri malipanta.

i kis yaclo.

Versión 2
Tican tansi cielo stansi santificado chema izcu charcer

chema halu acs koytans levaldise. Señor voluntad tansiacs

koytansi cielo sacuma ctanta acsa viñayapun acsancalo

anjapin acperdona acs deuma chancosinys acperdona acsec-

tunas andejachaculo colcoma en tentación aca librame Señor

hualchas unic. Amen.